# Olga Sitarz
Olga Sitarz (ur. 1968) – polska prawnik, doktor habilitowany nauk prawnych, profesor nadzwyczajny na Wydziale Prawa i Administracji Uniwersytetu Śląskiego, specjalistka w zakresie prawa karnego.

## Życiorys i praca naukowa
W 1992 ukończyła studia na kierunku prawo na Wydziale Prawa i Administracji UŚl, gdzie w 2002 na podstawie napisanej pod kierunkiem Teresy Dukiet-Nagórskiej rozprawy pt. Ochrona praw dziecka w polskim prawie karnym na tle postanowień Konwencji o prawach dziecka uzyskała stopień naukowy doktora nauk prawnych w zakresie prawa, specjalność: prawo karne. W 2016 Rada Wydziału Prawa i Administracji UŚl nadała jej na podstawie dorobku naukowego oraz rozprawy pt. Czynny żal związany z usiłowaniem w polskim prawie karnym. Analiza dogmatyczna i kryminalnopolityczna stopień naukowy doktora habilitowanego nauk prawnych w zakresie prawa.
Była adiunktem na Wydziale Stosowanych Nauk Społecznych i Resocjalizacji Uniwersytetu Warszawskiego (Instytut Profilaktyki Społecznej i Resocjalizacji). Została profesorem nadzwyczajnym w Katedrze Prawa Karnego i Kryminologii Wydziału Prawa i Administracji i kierownikiem tej katedry.

## Praktyka sędziowska
W latach 1995–1997 odbywała aplikację sędziowską zakończoną złożeniem egzaminu sędziowskiego w 1997 roku. W latach 1997–1999 pracowała w Sądzie Rejonowym w Katowicach, początkowo jako asesor sądowy, a po uzyskaniu nominacji sędziowskiej jako sędzia sądu rejonowego. Ponadto wykonuje zawód mediatora w sprawach karnych, działając w Ośrodku Mediacji przy fundacji Facultas Iuridica WPiA UŚl; została wpisana do wykazu mediatorów w Sądzie Okręgowym w Katowicach.